# Pacobo
Pacobo est une localité située dans le Sud de la Côte d'Ivoire et appartenant au département de Tiassalé, dans la Région d'Agnéby Tiassa. La localité de Pacobo est un chef-lieu de commune et de sous-préfecture.